# Lo Chahut
Lo Chahut è un olio su tela realizzato tra il 1889 ed il 1890 dal pittore francese Georges-Pierre Seurat. Il dipinto è conservato nel Museo Kröller-Müller di Otterlo.

## Descrizione e storia
Lo Chahut era un ballo, simile al can-can, molto di moda sul finire dell'Ottocento nei locali parigini.
Il dipinto trae ispirazione da una poesia di Jean Ajalbert (Lo Chahut - 1890) secondo cui il ballo in questione suscita voluttà nei consumatori.
La composizione comprende, oltre ai ballerini, un suonatore di contrabbasso posto in primo piano, a destra uno spettatore con un sorriso lascivo ammaliato dal ballo e a sinistra un accenno di orchestra.
Nel dipinto è evidente l'assunzione della teoria delle linee di derivazione supervilliana: le gambe del corpo di ballo, inibitorie perché disegnano una linea discendente dall'alto a sinistra verso il basso a destra, contrastano con le linee dinamogene della pedana a "V" e con quelle dei fiocchi allacciati sulle spalle delle ballerine.
Risulta evidente un altro elemento che Seurat desume dallo scrittore e artista olandese David Pièrre Giottino Humbert de Superville: la teoria dei punti estetici che si caratterizza come ripresa del linguaggio classico (in particolare ellenistico) secondo cui gli occhi e le bocche arcuate verso l'alto conferiscono dinamicità all'opera.
La spazialità viene condotta dall'artista tramite piani paralleli diversamente illuminati: nella parte alta e destra del dipinto, alcune lampade a gas esaltano il ballo lasciando in ombra il suonatore di contrabbasso ed il pubblico.
Il pittore realizza l'opera tenendo conto della proporzione aurea.